# Мамедов, Наби
Наби Мамедов (азерб. Nəbi Məmmədov; род. 1991) — азербайджанский боец смешанных боевых искусств и самбист, бронзовый призер чемпионата европы по самбо 2018. 

## Биография
Наби Мамедов  родился в 1991 году  в Джебраил.Занимался с 9 лет дзюдо, а в 20 года начал профессиональную карьеру.
Впервые выступил на чемпионате мира по самбо 2013 года. Мамедов, впоследствии вышедший на чемпионат Европы по самбо 2016, финишировал 5-м.. Участвуя в чемпионате Европы 2018 года, спортсмен завоевал бронзовую медаль.
4-кратный чемпион Азербайджана по смешанным единоборствам.
Обладатель золотого пояса азиатского чемпионата CHI-1 в Тбилиси-Грузия 2013